# نوبورو سوگیمورا
نوبورو سوگیمورا (به انگلیسی: Noboru Sugimura) و (به ژاپنی: 杉村 升 Sugimura Noboru) یک نویسنده ژاپنی فیلم‌های تلویزیونی و بازی‌های ویدئویی بود که در سال ۱۹۴۸ متولد شد. از سرشناس‌ترین آثار او می‌توان به نویسندگی سری‌های متال هیرو، Super Sentai، رزیدنت ایول و اونیموشا اشاره کرد. او همچنین یک نویسنده مشهور و محبوب در ژاپن بود که چند اثر تلویزیونی محبوب ژاپنی را نیز نویسندگی کرد.
او همچنین نویسنده اصلی داستان بازی رزیدنت ایول ۲ و چند نسخه دیگر از این سری، و همچنین از نویسندگان سری بازی اونیموشا بود.
سوگیمورا در ۲۵ فوریه ۲۰۰۵ درگذشت.